# Saint-Achillée
Pour les articles homonymes, voir Saint Achille.
Saint-Achillée, parfois appelé Saint-Achilée ou Saint-Achille-de-Montmorency, est un hameau compris dans le territoire de Château-Richer, au Québec (Canada).

## Toponymie
Le hameau tire son nom de l'un ou l'autre des saint Achille honorés par l'Église catholique. Le toponyme rappelle Achille-Joseph Pelletier, curé de Château-Richer de 1883 à 1892, ayant aussi exercé son ministère à Lévis, au Labrador, au Saguenay et à Sainte-Sophie-d'Halifax à partir de 1860.
On note aussi les variantes « Saint-Achilée », « Saint-Achilé » ou « Saint-Achille-de-Montmorency ».

## Géographie
Saint-Achillée est situé sur le territoire de la ville de Château-Richer, à l'est de Québec. Le hameau est situé à 10 km au nord du noyau villageois de Château-Richer, le long de la rivière du Sault à la Puce.

## Histoire
Le hameau est constitué lors de la concession des terres du domaine du Séminaire de Québec en 1834. Une dizaine de familles irlandaises viennent s'y établir en espérant pratiquer l'agriculture,,.
Les faibles rendements agricoles découragent les colons irlandais, qui quittent à partir de 1842. Ils sont remplacés graduellement par des Canadiens français. Une mission est fondée en 1885 et une chapelle est construite,.
Jusqu'aux années 1950, le chemin qui le relie à la côte étant impraticable l'hiver, le village doit compter sur ses propres institutions afin d'assurer son fonctionnement : moulin à scie, chapelle, école, magasin général et bureau de poste. Ce dernier est ouvert en 1927 et fermé en 1964. L'électricité est acheminée à Saint-Achillée en 1963.
Dans les années 1970, la scierie est fermée et les agriculteurs sont remplacés par des résidents qui travaillent à l'extérieur du hameau ou encore des villégiateurs.